# Isabella Gregor
Isabella Gregor (geboren am 21. April 1962 in Wien) ist eine österreichische Regisseurin und Schauspielerin.

## Werdegang
Isabella Gregor kommt aus einer Musikerfamilie: Ihr Großonkel ist der Dirigent Bertil Wetzelsberger, ihre Mutter war die Sängerin Sieglinde Wetzelsberger, ihr Vater der Dirigent Karl Österreicher und ihr Cousin der Dirigent Franz Welser-Möst. Ihre Schauspielausbildung absolvierte sie bei Susi Nicoletti (Max Reinhardt Seminar Wien), Lola Braxton und Susan Batson (New York).
Engagements als Schauspielerin hatte sie am Grazer Schauspielhaus, dem Landestheater Salzburg und am Burgtheater Wien. Sie gastierte bei den Salzburger Festspielen, den Wiener Festwochen, dem Theater in der Josefstadt, der Volksbühne Berlin, dem Deutschen Nationaltheater in Weimar, Schauspiel Frankfurt, Staatsschauspiel Stuttgart und dem Theater am Neumarkt in Zürich.
Seit den 1990er Jahren wirkt Isabella Gregor als Regisseurin im Schauspiel und Musiktheater. Im Sprechtheater inszenierte und bearbeitete sie die deutsche Erstaufführung Oxygen von Carl Djerassi und Roald Hoffmann am Mainfranken Theater Würzburg – damit war sie für den Bayerischen Regiepreis nominiert und zu diversen Gastspielen eingeladen; sie inszenierte u. a. Kritiker von Arthur Schnitzler, Es von Karl Schönherr, Kopenhagen von Michael Frayn, Lulu nach Frank Wedekind, An Immaculate Misconception (Djerassi&Hoffmann, in Singapur), Torquato Tasso (Goethe), Wie man Hasen jagt (Georges Feydeau) und die Uraufführung Kanari von Klaus Pohl, sowie die österreichische Erstaufführung junk space von Kathrin Röggla.
Im Musiktheater inszenierte sie die Uraufführung Kalkül von Werner Schulze (Studio des Opernhauses Zürich), Heute Abend Lola Blau von Georg Kreisler bei den Tiroler Festspielen Erl, diverse Operetten beim Festival Herbsttage Blindenmarkt (Die Lustige Witwe, Das Feuerwerk, Orpheus in der Unterwelt, Der fidele Bauer, Im weißen Rössl) und Der Vogelhändler beim Lehár Festival Bad Ischl. Die Zauberflöte von Wolfgang Amadeus Mozart inszenierte sie 2014 im Rahmen des Festivals Operklosterneuburg.
Ein Trimester lang war sie dramatische Gastlehrerin an der Stanford University in den USA.
Von 2013 bis 2015 war sie Intendantin der Raimundspiele Gutenstein, die sie mit ihrer Inszenierung Der Verschwender eröffnete.

## Filmografie (Auswahl)
- 2002: Tatort – Zartbitterschokolade
- 2010: Der Alte – Folge 350: Teufel in Weiß